# Sabina wallichiana
Sabina wallichiana là một loài thực vật hạt trần trong họ Cupressaceae. Loài này được Hook. f. & Thomson ex Parl. Kom. mô tả khoa học đầu tiên năm 1924.